# Майданська сільська рада (Гусятинський район)
Майда́нська сільська́ ра́да — колишня адміністративно-територіальна одиниця та орган місцевого самоврядування в Гусятинському районі Тернопільської області. Адміністративний центр — с. Майдан.

## Загальні відомості
- Територія ради: 9,768 км²
- Населення ради: 310 осіб (станом на 2001 рік)

З 30 липня 2018 р. у складі Копичинецької міської громади.

## Населені пункти
Сільській раді підпорядковані населені пункти:
- с. Майдан

## Склад ради
Рада складалася з 12 депутатів та голови.
- Голова ради: Наконічевський Василь Павлович
- Секретар ради: Балик Ольга Романівна

### Керівний склад попередніх скликань
| Прізвище, ім'я, по батькові    | Основні відомості                                                               | Дата обрання | Дата звільнення |
| ------------------------------ | ------------------------------------------------------------------------------- | ------------ | --------------- |
| Наконічевський Василь Павлович | Сільський голова, 1962 року народження, освіта середня спеціальна, безпартійний | 26.03.2006   | 31.10.2010      |
| Наконічевський Василь Павлович | Сільський голова, 1962 року народження, освіта середня спеціальна, безпартійний | 31.10.2010   |                 |

Примітка: таблиця складена за даними сайту Верховної Ради України

### Депутати
За результатами місцевих виборів 2010 року депутатами ради стали:

#### За суб'єктами висування
| Суб'єкт висування | Кількість обраних депутатів | %   |
| ----------------- | --------------------------- | --- |
| Самовисування     | 12                          | 100 |

#### За округами
| № округу | Прізвище, ім'я, по батькові | Дата визнання обраним | Освіта             | Партійна приналежність | Відомості про обраного депутата  |
| -------- | --------------------------- | --------------------- | ------------------ | ---------------------- | -------------------------------- |
| 1        | Йосипів Роман Петрович      | 02.11.2010            | середня            | позапартійний          | Копичинецьке лісництво, робітник |
| 2        | Мартович Оксана Петрівна    | 02.11.2010            | середня спеціальна | позапартійна           | Копичинецька лікарня, медсестра  |
| 3        | Яроцька Романія Романівна   | 02.11.2010            | середня            | позапартійна           | Сільська рада, секретар          |
| 4        | Доліба Андрій Йосипович     | 02.11.2010            | середня            | позапартійний          | СФНГ «Мрія», механік             |
| 5        | Балик Ольга Романівна       | 02.11.2010            | середня спеціальна | позапартійна           | тимчасово не працює              |
| 6        | Шустак Іван Мирославович    | 02.11.2010            | середня            | позапартійний          | ТОВ «Гранд», механік             |
| 7        | Варко Василь Іванович       | 02.11.2010            | вища               | позапартійний          | тимчасово не працює              |
| 8        | Міщанчук Іван Павлович      | 02.11.2010            | середня            | позапартійний          | тимчасово не працює              |
| 9        | Паскевич Євгеній Михайлович | 02.11.2010            | середня            | позапартійний          | тимчасово не працює              |
| 10       | Худоб'як Ольга Юліанівна    | 02.11.2010            | вища               | позапартійна           | Терцентр, соціальний працівник   |
| 11       | Гаврилюк Роман Петрович     | 02.11.2010            | середня            | позапартійний          | Білецьке лісництво, майстер      |
| 12       | Міщанчук Марія Степанівна   | 02.11.2010            | середня            | позапартійна           | Будинок культури, завідувачка    |